# Le Clos de Kloes
Le Clos de Kloes is een landgoed dat gelegen is in de gemeente Saint-Paul-en-Chablais in het Franse departement Haute-Savoie.
Het landgoed is in 1990 gesticht door het idealistische Adriaan van der Kloes fonds. Het landschapsbeheer van Le Clos de Kloes wordt gekenmerkt door natuurlijke waterzuiveringsystemen en watervasthoudende beplanting. De gemeente Saint-Paul-en-Chablais is onderdeel van het op duizend meter hoogte gelegen plateau boven het Meer van Genève en het daaraan gelegen Évian-les-Bains, een badplaats. Het van dit plateau afkomstige regen- en smeltwater wordt na een jarenlange afdaling door de kalkgronden boven Évian-les-Bains, uiteindelijk verkocht als het beroemde Evian-bronwater waardoor het landgoed zeer hoge eisen moet stellen aan het beheer om vervuiling te voorkomen.